# Cobos de Cerrato
Cobos de Cerrato è un comune spagnolo di 233 abitanti situato nella comunità autonoma di Castiglia e León.